# Reino de Morgannwg
```
   |-
       | 
Erro:
:  
valor não especificado para "
continente
"
```

Morgannwg (agora Glamorgan) era um reino no sudeste do País de Gales. Era um nome para o Reino de Glywysing que entrou em uso no final do século X e terminou com a conquista pelos normandos por volta de 1091.

## História
No início do século IX, o sudeste do País de Gales era um reino chamado Gwent, mas por períodos nos séculos IX e X foi separado em Glywysing no oeste e Gwent (agora Monmouthshire no leste, com Glywysing tendo um status mais elevado. Glywysing foi chamada de Morgannwg (agora Glamorgan) a partir do final do século X.

### Conquista normanda
Com Gwent cada vez mais invadida pela conquista normanda de Gales, o último rei nativo de Morgannwyg foi Iestyn ap Gwrgan (1081–1090), que foi posteriormente deposto por Robert Fitzhamon. Os filhos de Iestyn tornaram-se Lordes de Afan, enquanto Owain ap Caradog ap Gruffudd contentou-se com Gwynllwg e fundou a linhagem dos Lordes de Caerleon.
O nome Morgannwg ainda é usado no País de Gales para o antigo senhorio de marca e condado de Glamorgan (ele próprio uma corruptela do termo Gwlad Morgan) e seus condados sucessores.